# 圣若望医院

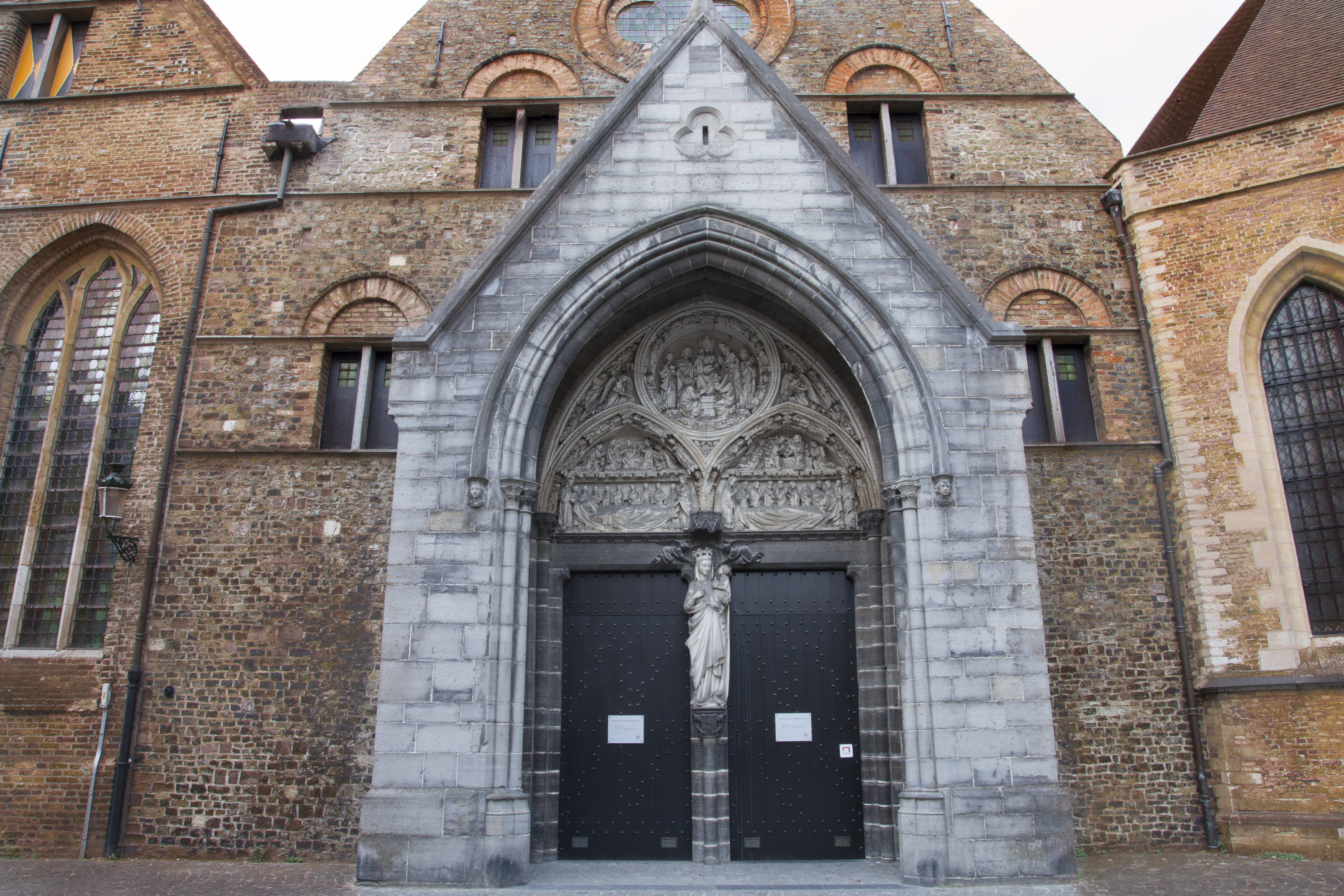

圣若望医院（Hôpital Saint-Jean）是比利时布鲁日的一个11世纪医院，毗邻圣母教堂，是欧洲现存最古老的医院建筑之一。在中世纪，这是照顾生病的朝圣者和旅行者的地方。后来在19世纪，医院又进行扩建。
今天，医院建筑群的一部分开设以德裔早期尼德蘭畫家命名的漢斯·梅姆林博物馆。另外的部分则用作会展中心site Oud Sint-Jan。